# Monasterio de Stavronikita
El monasterio de Stavronikita (griego: Μονή Σταυρονικήτα) es un monasterio ortodoxo del Monte Athos, Grecia. Es el decimoquinto monasterio de la jerarquía de los monasterios de la Montaña Sagrada y está situado en la parte occidental de la península del Monte Athos. Está situado en la costa este de la península, entre los monasterios de Iviron y Pantokratoros. El lugar donde se levanta el monasterio fue empleado por monjes desde el siglo X aunque el monasterio definitivo no fue levantado y consagrado hasta el año 1536. Está dedicado a Nicolás de Bari cuya celebración es el 6 de diciembre según el calendario gregoriano (el 19 de diciembre según el calendario juliano). Actualmente es el hogar de entre 30 y 40 monjes. 

## Historia
Hay varias historias y leyendas en referencia al origen del nombre del monasterio: una es que surgió de la combinación de los nombres de dos monjes, Stavros y Nikitas, que vivían allí antes de que el monasterio fuera construido; otra habla de que un oficial del ejército bizantino bajo el servicio del emperador bizantino Juan I Tzimisces construyó el monasterio y le puso el nombre en su memoria; una tercera atribuye la fundación del monasterio a un patricio llamado Nikitas. El día de celebración del patricio es un día después de la fiesta de la crucifixión. En griego, Stavros significa cruz. De ahí, el nombre del monasterio. Por otro lado, en documentos antiguos, el monasterio aparece referenciado como "monasterio del Theotokos". El nombre de Stravonikita podría ser una deformación del nombre original. 
Las diferentes versiones del origen del nombre se suman a los orígenes poco claros de la fundación del monasterio. En un documento del protos Nikiforos de 1012, se halla la firma de un monje que dice "Nikiforos monje de Stravonikita" (griego: "Νικηφόρος μοναχός ο του Στραβωνικήτα"), mientras que en un documento de 1016, el mismo monje firma "de Stavronikita" (griego: "του Σταυρονικήτα"). Esto muestra que la existencia del monasterio se remonta a la primera mitad del siglo XI. De acuerdo con el arqueólogo Sotiris Kadas, esto significa que era uno de los monasterios que fueron fundados o construidos durante los primeros años de la formación de la vida monástica en el monte Athos. 
Esta etapa de la vida del monasterio terminó aproximadamente en la primera mitad del siglo XIII debido a los constantes ataques de los piratas así como al tremendo impacto en el Imperio bizantino de la Cuarta Cruzada. El abandonado monasterio quedó bajo la jurisdicción del Protos, más tarde bajo el monasterio de Kutlumusion y finalmente bajo el monasterio de Filoteo funcionando como una skete. En 1533, los monjes del monasterio de Filoteo vendieron Stavronikita al abad de un monasterio de Tesprotia, Gregorios Giromeriatis (griego: Γρηγόριος Γηρομερειάτης). En 1536, un edicto patriarcal de Jeremías I devolvió a Stavronikita el status de monasterio, siendo así el último de los monasterio en ser añadidos a la jerarquía athonita. 

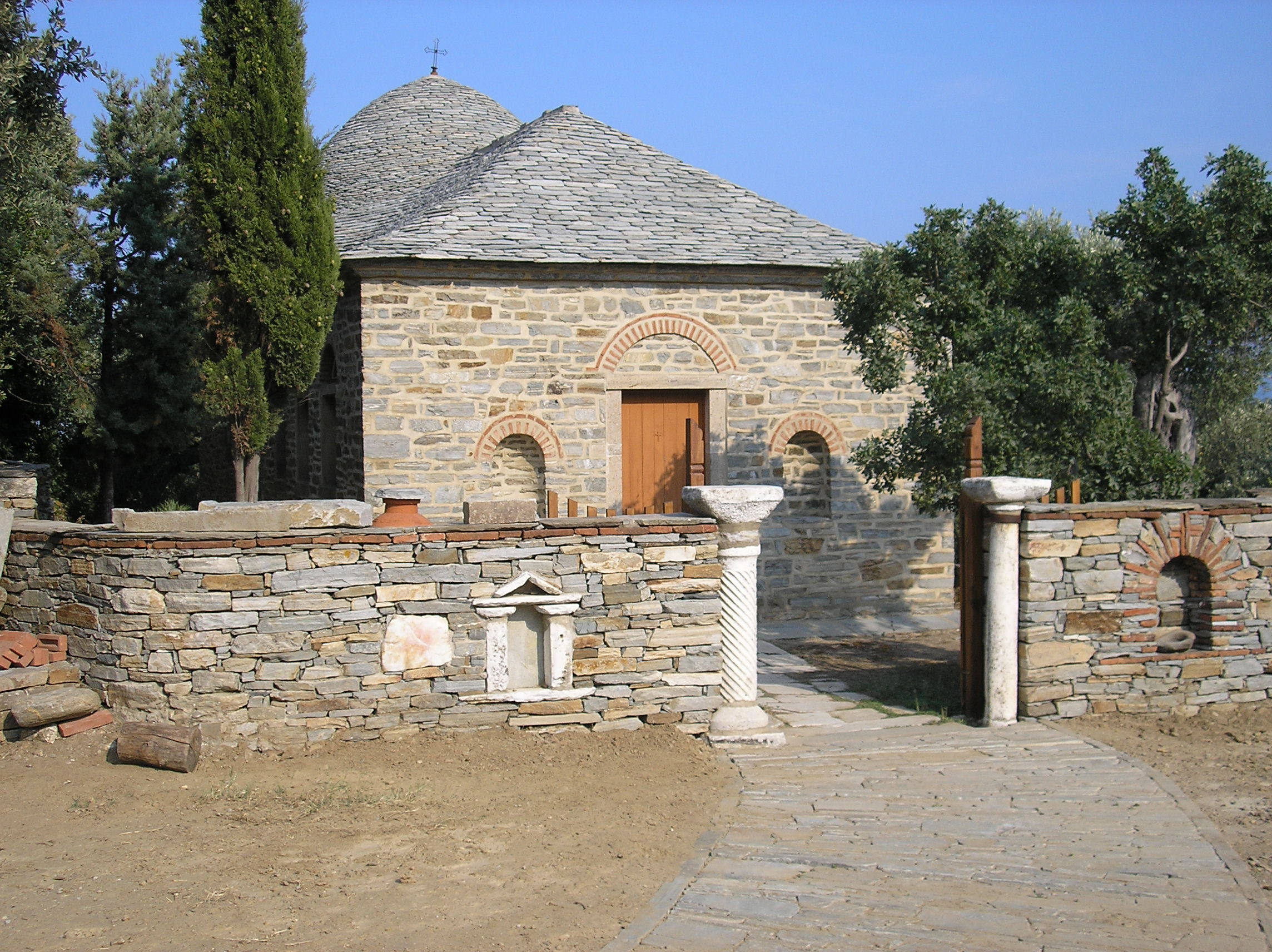
La capilla de San Demetrio de Tesalónica, construida en 1770.

Gregorios Giromeriatis finalmente abandonó su monasterio en Tesprotia y se instaló definitivamente en Stavronikita. En los años siguientes, se realizaron grandes esfuerzos por reconstruir y ampliar el monasterio. Se construyó un muro, muchas celdas, así como el catholicon (la iglesia primaria en un monasterio ortodoxo). Tras la muerte de Gregorios en 1540, la renovación fue llevada a cabo por el mismo Patriarca Jeremías I. Un dato importante del monasterio en esta época era que mientras la mayoría de los monasterios del Monte Athos adoptaban una variante semi-ermitaña del monasticismo cristiano llamado "idorrítmica", Stavronikita fue fundado y continuó siguiendo los principios cenobíticos. 
La historia del monasterio ha estado marcada por ser el más pequeño, en propiedad y número de monjes, comparado con los demás monasterios del Monte Athos. A pesar de tener numerosos benefactores como el arconte Servopoulos en 1612, el monje Markos en 1614, el pueblo de la isla de Ceos en 1628, Thomas Klados en 1630 y el Príncipe de Valaquia, Alexandru Ghica, entre 1727 y 1740, la evolución del monasterio se ha visto minada por numerosas disputas con las sketes y los monasterios circundantes, principalmente con el monasterio de Kutlumusion. Además, dos grandes fuegos en 1607 y 1741 redujeron Stavronikita a los cimientos. Tras ello, llegaron las obras de reconstrucción: en 1628 el catholicon fue renovado y en 1770 se construyeron el acueducto y las capillas de San Demetrio, la del Arcángel y la de los Cinco Mártires. 
Durante la Guerra de independencia de Grecia a comienzos del siglo XIX, Stavronikita, así como todo el Monte Athos, pasó por una etapa difícil. El monasterio y algunas de sus posesiones en Valaquia fueron abandonadas. Esta situación duró durante una década. Una vez más, se produjeron graves daños por tres fuegos en 1864, 1874 y 1879. El monasterio fue reconstruido pero sus monjes quedaron enormemente endeudados. 

## Arquitectura

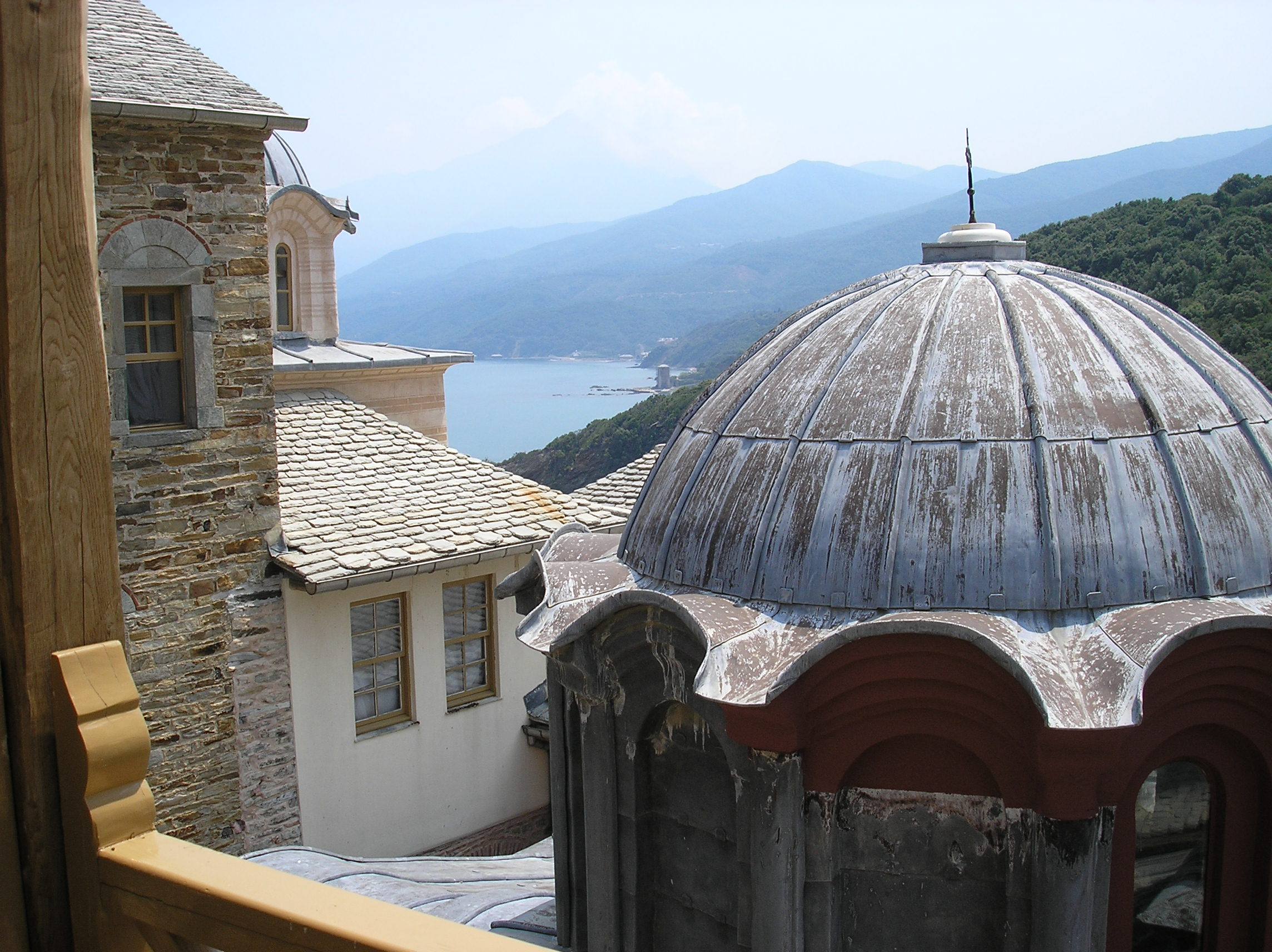
Vista del interior del monasterio. En el fondo, la cima de Athos.

Stavronikita es el más pequeño de todos los monasterios del Monte Athos. Los puntos principales del monasterio son la torre en su entrada, su acueducto, así como los cipreses centenarios en la esquina occidental exterior del complejo. 
El catholicon del monasterio está dedicado a San Nicolás (Nicolás de Bari) y es el más pequeño de todos los de los monasterios del Monte Athos. Fue construido en el siglo XVI sobre una iglesia preexistente dedicada al Theotokos. Está decorado con frescos y un iconostasio del famoso pintor de iconos de la "escuela de Crera" Theophanes Strelitzas (también conocido como Theophanes el cretense) y su hijo Symeon. El refectorio está situado en el piso superior del ala sur del complejo y también alberga importante iconografía. 
Durante la segunda mitad del siglo XX el monasterio fue progresivamente deteriorándose. Esto fue agravado por una serie de terremotos. El Centro por la Preservación del Patrimonio Athonita (griego: Κέντρο Διαφύλαξης Αγιορείτικης Κληρονομιάς, abreviado Κε.Δ.Α.Κ.), una organización estatal bajo la jurisdicción del Ministro de Macedonia–Tracia, tomó la iniciativa de renovar y restaurar el monasterio. Entre 1981 y 1999 se llevó a cabo un trabajo exhaustivo empleando una maquinaria compleja para estabilizar la roca subyacente.

## Reliquias
El monasterio alberga un famoso icono del siglo XIV de San Nicolás, conocido como "Streidas" (griego: Άγιος Νικόλαος ο Στρειδάς, "Saint Nicholas de la Ostra") porque cuando fue accidentalmente descubierto en el mar una ostra quedó enganchada en la frente del santo. Según la tradición, cuando la ostra fue retirada, la frente del santo sangró. 
Stavronikita tiene una importante colección de iconos y reliquias. El monasterio también tiene prendas y objetos litúrgicos de importante valor. La biblioteca tiene una colección de 171 manuscritos, de los cuales 58 están escritos en pergamino. 